# Canton (Dakota del Sud)
Canton és una població dels Estats Units a l'estat de Dakota del Sud. Segons el cens del 2000 tenia 3.110 habitants.

## Demografia
Segons el cens del 2000, Canton tenia 3.110 habitants, 1.209 habitatges, i 824 famílies. La densitat de població era de 407 habitants per km².
Dels 1.209 habitatges en un 35,9% hi vivien nens de menys de 18 anys, en un 55,9% hi vivien parelles casades, en un 9,2% dones solteres, i en un 31,8% no eren unitats familiars. En el 28,9% dels habitatges hi vivien persones soles el 14,9% de les quals corresponia a persones de 65 anys o més que vivien soles. El nombre mitjà de persones vivint en cada habitatge era de 2,49 i el nombre mitjà de persones que vivien en cada família era de 3,07.
Per edats la població es repartia de la següent manera: un 28,1% tenia menys de 18 anys, un 8% entre 18 i 24, un 27,6% entre 25 i 44, un 19,6% de 45 a 60 i un 16,8% 65 anys o més.
L'edat mediana era de 36 anys. Per cada 100 dones de 18 o més anys hi havia 88,3 homes.
La renda mediana per habitatge era de 38.654 $ i la renda mediana per família de 46.058 $. Els homes tenien una renda mediana de 31.121 $ mentre que les dones 20.902 $. La renda per capita de la població era de 17.891 $. Entorn del 2% de les famílies i el 4,7% de la població estaven per davall del llindar de pobresa.

## Poblacions més properes
El següent diagrama mostra les poblacions més properes.

## Fills il·lustres
- Ernest Lawrence (1901 - 1958) físic, Premi Nobel de Física de l'any 1939.